# 파이어 엠블렘 Echoes 또 하나의 영웅왕
파이어 엠블렘 Echoes 또 하나의 영웅왕(일본어: ファイアーエムブレム Echoes もうひとりの英雄王, Fire Emblem Echoes: Shadows of Valentia)은 인텔리전트 시스템즈에서 개발해 닌텐도에서 배급한 닌텐도 3DS용 전략 롤플레잉 게임이다. 파이어 엠블렘 시리즈의 열다섯 번째 게임으로, 패밀리 컴퓨터로 발매되었던 《파이어 엠블렘 외전》을 바탕으로 하였으며 2017년 일본을 시작으로 전 세계에 발매되었다.

## 시스템
이 게임에서는 원작인 《파이어 엠블렘 외전》과 같이 두 주인공인 아름과 세리카가 각기 다른 곳에서 각자의 부대를 이끌고 각자의 이야기를 진행해 나간다. 외전과 《성마의 광석》, 《각성》과 같이 월드 맵이 도입되어, 전투와 전투 사이에 원하는 곳으로 이동할 수 있다. 외전과 마찬가지로 전투 도중 무기에 내구도 시스템이 없으며, 유닛의 체력을 소모해 마법을 사용한다. 한편 원작의 던전 전장은 본작에서 3D로 재해석되어 던전에 생성되어 돌아다니는 적과 마주치면 그때마다 전투가 시작된다. 이 게임에서는 시리즈 최초로 전장에서 자신의 행동을 되돌릴 수 있는 기능이 도입되었는데, 줄거리 상 '미라의 톱니'라는 미래를 보는 장치를 사용한 것으로 간주된다.

## 줄거리

발렌시아 대륙
붉은색: 리겔 왕국, 푸른색: 소피아 왕국